# Seznam sídel okresu Plzeň-sever
Abecední seznam sídel v okrese Plzeň-sever:

## B
- Babina
- Balková
- Barborův Mlýn
- Bažantnice
- Bdeněves
- Beranní Dvůr
- Bertín
- Bezvěrov
- Bílov
- Bítov
- Blatnice
- Blažim
- Bohy
- Borek
- Brdo
- Brlín
- Brod
- Brodeslavy
- Brodský Mlýn
- Březí
- Březín
- Březsko
- Břízsko
- Buč
- Buček
- Bučí
- Budeč
- Bukovina
- Býkov

## C
- Cihelna
- Cikánka
- Císařský Mlýn
- Cukrovic Mlýn

## Č
- Čabalky
- Čbán
- Čečín
- Čeminy
- Černá Hať
- Černíkovice
- Čerňovice
- Červená Hora
- Červený Mlýn
- Červený Újezd
- Česká Bříza
- Česká Doubravice
- Čestětín
- Číhaná
- Čivice
- Čoubův Mlýn

## D
- Dobronice
- Dobříč
- Dohalice
- Dolanský Mlýn
- Dolany (Hlince)
- Dolany (okres Plzeň-sever)
- Dolní Bělá
- Dolní Hradiště
- Dolní Jamné
- Dolní Sekyřany
- Doubrava (Nýřany)
- Doubrava (Koryta)
- Doubravice
- Dražeň
- Druztová
- Dřevec
- Dubjany
- Dubský Mlýn

## F
- Frantův Mlýn

## H
- Habeš
- Habrová
- Hadačka
- Hamerský Mlýn
- Harvažov
- Havírna
- Hedčany
- Heřmanova Huť
- Hlince
- Hluboká
- Hněvnice
- Hodoviz
- Hodyně
- Holovousy
- Holubův Mlýn
- Horní Bělá
- Horní Bříza
- Horní Hradiště
- Horní Rabasův Mlýn
- Horní Sekyřany
- Horomyslice
- Horův Mlýn
- Hrad Nečtiny
- Hradecko
- Hrádek
- Hracholusky
- Hromnice
- Hubenov
- Hubenov
- Humboldtka
- Hunčice
- Hůrky
- Hvozd
- Hvožďany

## Ch
- Chaloupkův Mlýn
- Chaloupky
- Chalupa pod Hradištěm
- Chotěšovičky
- Chotíkov
- Chotiná
- Chrančovice
- Chrástov
- Chrášťovice
- Chříč
- Chudeč

## J
- Jalovčiny
- Jansův Mlýn
- Jarov
- Jedvaniny
- Jezná

## K
- Kaceřov
- Kalec
- Kamenice
- Kamenná Hora
- Kamenný Újezd
- Kamýček
- Kaolinka
- Kaznějov
- Kbelany
- Kejšovice
- Kepkův Mlýn
- Klenovice
- Kníje
- Kocanda
- Kočín
- Kokořov
- Kopidlo
- Korečnický Mlýn
- Koryta
- Korýtka
- Kostelec
- Kostelík
- Košetice
- Kotaneč
- Kozičkův Mlýn
- Kozojedy
- Kozolupy
- Kožlany
- Kračín
- Kralovice
- Králův Dvůr
- Krašov (Bezvěrov)
- Krašovice
- Krašovická myslivna
- Krsov
- Krsy
- Krukanice
- Křečov
- Křelovice
- Kumberk
- Kunějovice
- Kůští

## L
- Ledce
- Lednice
- Lejskův Mlýn
- Leopoldov
- Lešovice
- Lhota
- Lhotka
- Libenov
- Liblínský Mlýn
- Lichov
- Líně
- Lípa
- Lipí
- Lipno
- Lipovice
- Liška
- Líšťany
- Líté
- Lochousice
- Lomany
- Lomnička
- Loužek
- Loza
- Luhov
- Luková

## M
- Machův Mlýn
- Malešín
- Málkovice
- Manětín
- Marek
- Mariánský Týnec
- Melchiorova Huť
- Město Touškov
- Mexiko
- Mezí
- Mladotice
- Mlýn Pod Vsí
- Mostek
- Mostice
- Mrtník
- Mydlovary
- Myslinka

## N
- Na Holé
- Na Kokrheli
- Na Mokřinách
- Na Pohounici
- Nadryby
- Náklov
- Nebřeziny
- Nečtiny
- Nekmíř
- Něšov
- Nevřeň
- Ničová
- Nová Hospoda
- Nová Jezná
- Nová Víska
- Nové Městečko
- Novosedly
- Nový Dvůr
- Nový Dvůr
- Nový Dvůr
- Nový Mlýn
- Nový Ovčín
- Nynice
- Nýřany

## O
- Obora
- Obořická hájovna
- Odlezly
- Olešovice
- Olšanská myslivna
- Olšany
- Ondřejov
- Osojno
- Ostrov u Bezdružic
- Ostrovec
- Ostřetín

## P
- Pakoslav
- Pastuchovice
- Pavlínov
- Pazderna
- Pernarec
- Piplův Mlýn
- Písek
- Plachtín
- Pláň
- Planá
- Pláně
- Plasy
- Plešnice
- Pňovany
- Pod Dubjany
- Podmokly
- Podšibenický Mlýn
- Pohvizdy
- Polínka
- Popovice
- Potok
- Potvorov
- Poustky
- Přehořov
- Přehýšov
- Příšov
- Ptyč

## R
- Rabštejn nad Střelou
- Račín
- Radějov
- Radějovice
- Radimovice
- Rájov
- Rakolusky
- Rakovna
- Reličkův Mlýn
- Richardka
- Robčice
- Rohy
- Rochlov
- Rouda
- Rozněvice
- Rybárna
- Rybárna nad Rakolusky
- Rybnice

## Ř
- Řemešín

## S
- Sedlec
- Sechutice
- Sechutická hájovna
- Senec
- Senný Dolík
- Skelná Huť
- Sklárna
- Skupeč
- Slatina
- Slatina
- Služetín
- Sokolka
- Spálený Mlýn
- Spankov
- Starý Pivovar
- Stradina
- Strážiště
- Stříbrný Mlýn
- Studená
- Stvolny
- Stýskaly
- Světec

## Š
- Štichovice
- Štipoklasy
- Švendův Mlýn

## T
- Tatiná
- Telecí Mlýn
- Telínov
- Tis u Blatna
- Tlucná
- Tlučná
- Toflův Mlýn
- Trhomenské Domky
- Trhomné
- Trnová
- Trojanská hájovna
- Trojany
- Třebekov
- Třebobuz
- Třemošná
- Třemošnice
- Třímanský Přívoz

## U
- U Červené Punčochy
- U Chaloupků
- U Spálenků
- Úherce
- Újezd
- Újezd
- Újezd nade Mží
- Úlice
- Umíř
- Úněšov
- Úterý

## V
- V Háji
- V Koutě
- V Tišině
- Valentovský Mlýn
- Vejprnice
- Velečín
- Velká Černá Hať
- Vidžín
- Vladměřice
- Vlkošov
- Vlkýš
- Vochov
- Vojtěšín
- Vranov
- Vrážné
- Vrtbo
- Všehrdy
- Všeruby
- Vuršův Mlýn
- Výrov
- Vysočany
- Vysoká Libyně

## Z
- Zahrádka
- Záluží
- Zámecký Mlýn
- Zbůch
- Zhořec
- Zlatý Mlýn
- Zruč
- Zruč-Senec

## Ž
- Žebnice
- Žebrácký Mlýn
- Železný Hamr
- Žernovník
- Žihle
- Žichlice
- Žilov

## Panská sídla
- Čeminy (zámek)
- Dolní Bělá (hrad)
- Kaceřov (zámek, okres Plzeň-sever)
- Krašov (hrad)
- Manětín (zámek)
- Nekmíř (zámek)
- Nový Dvůr (zámek)
- Preitenštejn
- Rochlov (zámek)
- Sychrov (hrad)